# カラキ県
カラキ県（カラキけん、Kalaki District）はウガンダの県である。カベラマイド県から分割され設置された。

## 隣接する県
- アレブトング県
- アムリア県
- ソロティ県
- セレレ県
- カベラマイド県
- ドコロ県